# Dhanwaan
Pour plus de détails, voir Fiche technique et Distribution.
Dhanwaan est un film indien réalisé par K. Vishwanath, sorti le 10 décembre 1993.

## Distribution
- Ajay Devgan : Kashinath
- Manisha Koirala : Imli
- Karishma Kapoor : Anjali
- Avinash Wadhavan: Ajit
- Shakti Kapoor : Banarsi
- Kader Khan : Jagmohan

## Synopsis
Kashinath et Imli s'aiment depuis l'enfance et tout le monde s'attend à ce qu'ils se marient. Mais l'arrivée de la riche et maladive Anjali Chopra bouleverse la vie Kashinath.

## Fiche technique
- Réalisation : K. Vishwanath
- Scénario : Robin Bhatt, Sujit Sen, Javed Siddiqui, K. Vishwanath
- Dialogues : Javed Siddiqui
- Production : Sudhakar Bokade
- Production exécutive : Rajendra Ghogre
- Musique : Anand et Milind Chitragupth, Naresh Sharma
- Photographie : Shyam Rao Shiposkar
- Montage : Prashant Khedekar

## Box-office
Dhanwan a eu une mauvaise ouverture à la billetterie avec des recettes qui s'élèvent à 10 200 000 roupies lors du premier weekend, les chiffres s'effondrent rapidement et il ne récolte que 120 050 000 roupies. Le film est ainsi qualifié de « flop ».